# Lehre des Chascheschonqi
Die Lehre des Chascheschonqi (veraltet: Lehre des Anchscheschonqi, Lehre des Anchscheschonki, Lehre des Anch-Scheschonki) ist als in demotischer Sprache verfasster Papyrus der Gattung Weisheitstexte überliefert, der während der späten Ptolemäerzeit vermutlich im zweiten oder ersten Jahrhundert v. Chr. geschrieben wurde. Er wird im britischen Museum unter der Inventarnummer BM 10508 verwahrt.

## Papyrusbeschreibung
Die Lehre des Chascheschonqi beinhaltet eine Spruchsammlung, die in eine Rahmenhandlung eingebettet ist, welche auf einer wesentlich älteren Grundlage basiert. Eine sichere Datierung der Entstehungszeit konnte bislang nicht vorgenommen werden. Aufgrund des Sprachstils und Inhalts der Rahmenhandlung kann von einer ursprünglichen Abfassung des Originaltextes während der Saitenzeit im sechsten Jahrhundert v. Chr. – spätestens jedoch im fünften Jahrhundert v. Chr. –   ausgegangen werden. Die Sprüche sind vielschichtig und zeigen Ähnlichkeiten mit Inhalten von altägyptischen Weisheitslehren aus verschiedenen Epochen. Der Inhalt des Papyrus ist eng verwandt mit dem spätptolemäischen Papyrus Berlin 15709 rt.
Der Papyrus wurde im Jahr 1896 vom Ägyptologen E. A. Wallis Budge in Achmim für das britische Museum in London käuflich erworben und hatte ursprünglich eine Gesamtlänge von 462 cm. Zwecks Konservierung wurde er in neun Teilstücke zerschnitten. Der Inhalt wird in 28 Kolumnen erzählt, denen zumeist die erste Zeile fehlt. Zusätzlich sind in den ersten beiden Kolumnen größere Abschnitte nicht mehr vorhanden und durch Löcher und Abrieb sind die Informationen ab der 24. Kolumne nur noch schwer lesbar.

## Inhalt
Die Inhalte der Lehre des Chascheschonqi besitzen einen praxisorientierten und deutlich auf den eigenen Vorteil bedachten Charakter. Das Ende der Rahmenhandlung hat Ähnlichkeit mit der Omenliteratur sowie mit dem „Sonst-Jetzt-Schema“ des Mittleren Reiches. Der Spruchsammlung selbst fehlt ein inhaltlicher Zusammenhang, sie ist zumeist auf einfach umsetzbare Regeln im Alltag ausgerichtet. Die Aussagen im vermögensrelevanten Bereich beinhalten größtenteils Verweise auf Einkunftsquellen im landwirtschaftlichen Bereich, weshalb früher jene Sprüche irrtümlich als „Bauernweisheiten“ eingestuft wurden.
Besonders nennenswert sind die Verbindungen zu der altägyptischen Weisheitsliteratur Die Lehre des Hordjedef, die bereits auf einigen Ostraka aus dem Neuen Reich überliefert ist. Aufgrund der Sprache wird die ursprüngliche Abfassungszeit der Lehre des Hordjedef im Mittleren Reich vermutet, wobei sich der Inhalt auf Prinz Hordjedef aus dem Alten Reich bezieht. Der so genannte Tun-Ergehen-Zusammenhang ist bezüglich der Berichte Chascheschonqis nicht existent, da er das ihm bescherte Schicksal als „Willkür des Sonnengottes Re“ empfindet:

„Jede Hand ist ausgestreckt zu Gott, doch nimmt er nur die Hand seines Lieblings.“

### Rahmenhandlung
Die Rahmenhandlung wird als geschichtliche Erzählung in den Kolumnen 1–5 geschildert. Chascheschonqi, der sich als „Sohn des Sanuphis und der Sitnecho“ bezeichnete, war in Heliopolis als Priester des Re tätig. Da er sich in nicht näher bezeichneten Schwierigkeiten befand, bat Chascheschonqi in einem Gebet den Sonnengott Re um die Möglichkeit, zukünftig bei seinem alten Jugendfreund Harsiese in Memphis leben zu können. Seine Bitte wurde erfüllt und so gelangte er zu Harsiese, der zwischenzeitlich zum „Ersten der Ärzte des Pharao“ aufgestiegen war. Nachdem Chascheschonqi die Bitte Harsieses akzeptierte, dreimal im Monat seine Angehörigen in Heliopolis zu besuchen, erzählte Hasiese von seinem Plan, an einer Verschwörung gegen den Pharao teilzunehmen. Chascheschonqi versuchte erfolglos, Harsiese von seinem Vorhaben abzubringen.
Ein Beamter des Königshofes hörte das Gespräch und warnte anschließend den Pharao vor der geplanten Tat. Nach der veranlassten Festnahme der Verschwörer nebst Harsiese und Chascheschonqi, fragte der Pharao in der anschließenden Gerichtsverhandlung Chascheschonqi nach den Beweggründen, warum er ihn nicht gewarnt habe. Die entsprechende Antwort, dass „er annahm, der Pharao würde von selbst die Verschwörung aufdecken“, überzeugte wenig, weshalb er für unbestimmte Dauer im Gefängnis verblieb. Harsiese und die Verschwörer wurden dagegen zum Tod durch Verbrennung verurteilt. Am folgenden „Fest der Thronbesteigung“ ließ der Pharao alle Gefangenen bis auf Chascheschonqi frei. Viele Jahre vergingen und Chascheschonqi, der sein Lebensende kommen sah, entschloss sich zur Niederschrift seiner Weisheitslehre, die er seinem Sohn widmen wollte. Da der Pharao Chascheschonqi zwar eine Schreiberpalette bewilligte, aber den für die Spruchsammlung notwendigen Papyrus nicht bereitstellte, musste Chascheschonqi sich mit den umherliegenden Tonscherben begnügen, auf die er seine Weisheiten niederschrieb. Chascheschonqi, der seine lebenslange Inhaftierung als ungerechte Strafe und Demütigung empfand, suchte abschließend nach den Gründen, die den Sonnengott Re bewogen haben, das ihm zugeteilte Schicksal aufzuerlegen:

„Siehe, das ist die Lehre, die der Gottesvater Chascheschonqi, Sohn des Sanuphis, seine Mutter ist Sitnecho, seinem Sohn auf die Scherben der Töpfe schrieb... Er sagt: „Demütigung und Unglück, mein großer Herr, o Re, Gefangenschaft und Demütigung hat man mir angetan, weil ich niemand umgebracht habe. Es ist dir ein Greuel, mein großer Herr, o Re! Ist das die Art und Weise, wie Re gegen ein Land zürnen wird? O ihr Menschen, die ihr die Scherben der Töpfe finden werdet, hört von mir wie Re gegen ein Land zürnen wird! Wenn Re gegen ein Land zürnt, wird sein Herrscher das Recht vernachlässigen, wird er die Gesetze und die Reinheit sowie die Maat aufhören lassen in ihm, wird er Werte vermindern in ihm, lässt er kein Vertrauen in ihm zu, wird er seine Geringen groß und seine Großen gering machen, wird er die Dummen Herren der Klugen sein lassen, wird er seinem Herrscher befehlen, seinen Untergebenen Böses anzutun, wird er seinen Schreiber zum obersten Verwaltungsbeamten machen, wird er seinen Wäscher zum Polizeichef machen“. Danach folgen die Worte, die Chascheschonqi auf die Töpfe schrieb, ...die man täglich vor Pharao und seinen Großen vermeldete. Chascheschonqi erkannte, dass seine Haft hinausgezögert werde, da man ihn nicht freigelassen hatte. Er schrieb auf die Scherben der Töpfe die Dinge, in denen er seinen Sohn schriftlich würde unterrichten können.“

### Spruchsammlung
Die Spruchsammlung besteht zumeist aus einzeiligen Redensarten, Aphorismen und Sprichwörtern, wobei der Verfasser aufgrund der verwendeten Weisheitssprüche auch Kenntnisse von griechischen, hebräischen, aramäischen und hellenistischen Quellen besaß. Zudem fallen fragmentarische Parallelen mit identischem Wortlaut auf, die teilweise in anderen altägyptischen Weisheitstexten existieren. Beispielsweise wird das Prinzip der goldenen Regel doppelt aufgeführt:

„12,6 Tu keinem Menschen Böses an, um nicht zu veranlassen, dass es dir ein anderer antue. 15,23 Was du hasst, tu keinem Menschen an, um nicht zu veranlassen, dass es dir ein anderer antut.“

Andere Passagen zeigen, dass nicht vordergründig an den Mitmenschen gedacht wurde, um dessen Wohl der Verfasser besorgt war. Vielmehr stand das Eigeninteresse im Mittelpunkt, um möglichst eine konkret benannte Gegenleistung zu erhalten:

„Diene deinem Gott, dass er dich beschütze. Diene deinen Brüdern, dass dir ein guter Ruf entsteht. Diene einem Weisen, dass er dir diene. Diene dem, der dir dienen wird. Diene jedem Menschen, dass du nützlich seist. Diene deinem Vater und deiner Mutter, dass du hingehest, indem es dir wohl ergehe.“